# Donorprincipe
Het donorprincipe houdt in dat de schrijfwijze die organisaties, bedrijven, merken enzovoorts voor hun eigen naam hanteren wordt overgenomen, ook als die afwijkt van de officiële spellingsregels.

## Toepassing
Het donorprincipe is vooral van toepassing op eigennamen, waaronder in dit verband ook merknamen, productnamen en officiële namen van instellingen worden verstaan. Met name het gebruik van hoofdletters en spaties  wijkt hier in veel gevallen af van de standaardregels. Een voorbeeld is UNICEF, dat volgens de Nederlandse spellingregels als Unicef zou moeten worden geschreven. Mede vanwege de herkenbaarheid kiest de organisatie zelf voor een schrijfwijze met allemaal hoofdletters. Dat wordt volgens het donorprincipe dan ook in het Nederlands aangehouden. Een ander voorbeeld is NOC*NSF dat volgens de algemene spellingregels zonder asterix (*) zou moeten worden geschreven. 
Veel plaats- en straatnamen liggen historisch vast. In Nederland hebben spellingswijzigingen (zoals die van 1995 en de herziening uit 2005) hier geen enkele invloed op.
- De heer Van Laere (-ae- in plaats van -a-) (familienaam)[5]
- Goirle en Oirschot (-oi- in plaats van -oo-) (plaats)[5]
- Schapeweide (zonder tussen-n) (als straatnaam)

### Afkortingen
Afkortingen van besluiten, wetten of overheidsplannen worden vaak met hoofdletters geschreven, ook al bevat de uitgeschreven vorm geen hoofdletters. Een andere schrijfwijze kan echter onder ambtenaren gewoon geworden zijn.
- AMvB als standaard afkorting voor het begrip  algemene maatregel van bestuur uit de Nederlandse wet- en regelgeving
- Wajong als afkorting voor Wet werk en arbeidsondersteuning jonggehandicapten, welke afkorting eigenlijk Wwaj zou moeten zijn.
- ANWB, voor Algemene Nederlandse wielrijdersbond, moet eigenlijk ANw zijn.

### Vrij gekozen namen

Het logo van Rijksmuseum Amsterdam heeft een spatie die in de officiële naam ontbreekt, maar wel overeenkomt met de gewoonte om het museum kortweg aan te duiden als het Rijks.

Vrij te kiezen namen, zoals bedrijfsnamen, handelsmerken, boektitels en scheepsnamen zijn bijzonder verscheiden en worden meestal uitgezocht om hun klank en schriftbeeld. Ze verwijzen niet naar een bestaande spelling, hoewel er soms een verband mee kan worden gelegd.
- StuBru (Studio Brussel), PvdA, iPhone (CamelCase: hoofdletters midden in namen)
- adidas (onderkast a) en de Volkskrant (onderkast d)
- Connexxion (in plaats van Connection of Connectie)
- TEDxAmsterdam (geen spatie)
- dEUS (omgekeerde kapitalisatie, zoals bij onbedoeld gebruik van Caps lock)
- Koning Willem II Stadion[7] (in plaats van Koning Willem II-stadion: het koppelteken ontbreekt en er is een extra hoofdletter gebruikt)
- Halve Maen en De Groene Draeck (archaïsmen, in dit geval verwijzend naar voorgangers)
- XS4ALL (Bij hardop lezen klinkt dit als Acces for all, oftewel Toegang voor iedereen. Het cijfer 4 is in het Engels homofoon met for en is in de mode als verkorting.)

Begint een (merk)naam met onderkast (zoals adidas), dan krijgt deze toch een hoofdletter aan het begin van een zin.

## Geografische namen
De Verenigde Naties hanteren in verband met geografische namen de richtlijn dat elk "donorland" zelf een systeem mag ontwikkelen om zijn geografische benamingen naar het Latijnse alfabet om te zetten.